# Sudeterlandet
Sudeterlandet (tysk: Sudetenland, tjekkisk og slovakisk: Sudety, polsk: Kraj Sudetów) er en betegnelse, der er brugt efter 1918 om det område i Tjekkoslovakiet, hvor der hovedsageligt taltes tysk og levedes efter tysk tradition. I 1800-tallet blev betegnelsen overvejende anvendt om grænsebjergene i området mellem Bøhmen, Schlesien og Mähren, herfra er betegnelsen sudetertyskerne afledt. Det blev efter 1. verdenskrig og Tjekkoslovakiets opståen brugt om det område i Bøhmen, Tjekkiske Schlesien og Mähren, hvor der hovedsageligt boede tyskere. Tidligere gik de under navnet böhmertyskere (tysk: Deutschböhmen) og mährentyskere (tysk: Deutschmähren).
I etnisk henseende bestod Sudeterlandet af de områder i Bøhmen, Mähren og Tjekkiske Schlesien, der efter 1918 havde et flertal med tysk som modersmål og kultur.

## Historie
Tyskerne i Østrigsk-Schlesien, Nordøstbøhmen og Nordmähren udråbte i oktober 1918 den tysk-østrigske provins Sudeterlandet. Den tilsluttede sig i november samme år den nydannede republik Tysk-Østrig. Tilslutningen blev forhindret af den ny republik, Tjekkoslovakiet, der bl.a. bestod af hele Bøhmen, Mähren og Tjekkisk Schlesien. Allerede i november og december 1918 blev det tjekkoslovakiske styre gennemført, og det blev officielt godkendt ved Saint-Germain-traktaten af 10. september 1919.

## Reichsgau Sudetenland
Efter Münchenaftalen den 29. september 1938 blev Sudeterlandet besat af nazityskland og oprettet som et distrikt (Gau) i det stortyske rige ifølge lov af 14. april 1939. Hovedstaden var Reichenberg (nu Liberec). Dette Gau eksisterede administrativt til slutningen af 2. Verdenskrig i maj 1945.

## Historie
Områdets historie ligner Bøhmen, Mähren og Schlesiens. Til 1939 var Sudeterland ingen selvstændig forvaltningsenhed. Imidlertid eksisterede der i få uger i oktober-november 1918 en provins i Nordmähren, Nordøstbøhmen og Schlesisk-Mæhren under navnet Sudeterland. Begrebet Sudeterlandet opstod mellem 18 og 1900-tallet. ”Sudeterlandene” blev i midten af 1800-tallet brugt om de böhmiske lande med ”Sudeterlandenes tyskere”.
De germanske markomanner bosatte sig i Bøhmen i det 1. århundrede e.Kr. ved et stammeforbund med en lokal konge i Bøhmen. Tidligere var befolkningen ifølge overleveringen keltisk. Den drev handel med romerne, hvilket stækkede dens ekspansionstrang. I takt med at de germanske folk under folkevandringstiden gjorde gradvist større indhug i de romerske områder, blev de bøhmiske områder affolket for germanere. I 500-tallet blev området beboet af slaviske folkeslag. Ifølge den tjekkiske fødselsmyte skulle det være grundlagt af stamfar Tschech på bjerget Ríp. Han skulle være kommet fra Tatra – eller fra Kroatien. De fleste bosættelsesarkæologer er i dag enige om, at området endnu var beboet af germanere, da slaverne ankom til området. De mener ud fra gravfund, at grupperne i flere hundrede år levede fredeligt med hinanden.
Fra 1100-tallet var Bøhmen og Mähren forenet under det Hellige Tysk-Romerske Rige, men uafhængigt af de tyske rigsstænder.
I 11 og 1200-tallet kom store bølger af tyske indvandrere til begge lande. Indvandringen koncentrerede sig i grænseområderne, men også i de med tysk hjælp nyligt grundlagte byer. De bragte den tyske bykultur med sig med alle dens institutioner som lav, håndværksteknik og byrettigheder. Enkelte af de senere tyske områder var indtil Trediveårskrigen for største delen befolket af tjekker. Efter krigshandlingerne, hungersnød og epidemier blev tyskere hvervet til at bosætte sig i området. Gravindskrifter fra middelalderen og den tidlige nyere tid er hovedsageligt skrevet på tjekkisk eller latin; det samme gælder dokumenter fra byarkiverne. Undtaget er den tidligere fri rigsstad Eger (tjekkisk: Cheb), der i 1322 blev sat i pant til Bøhmen. Imidlertid blev pantet aldrig indløst, og byen forblev autonom under kongeriget Bøhmen, inden den endeligt i 1806 blev lagt under kongeriget Bøhmen.
Indtil 1806 hørte Bøhmen, Mähren og Schlesien til det Hellige tysk-romerske Rige. Siden til kejserriget Østrig og efter den østrig-ungarske udligning i 1867 sammen med kronlandet Østrig og Galicien til den vestlige halvdel af Cisleithanien. Forsøg på at indføre lighed mellem tyskere og tjekkere blev kvalt i adskillige bataljer.

### 1918/1919
Efter opløsningen af dobbeltmonarkiet i 1918 oprettede en tysk-østrigsk nationalforsamling med deltagelse af delegerede fra Bøhmen, Mähren og Mährisk-Schlesien den 21.oktober en provisorisk forfatning for den nye republik Tysk-Østrig. Den 28. oktober 1918 blev den tjekkoslovakiske republik proklameret. Dermed gjorde begge lande krav på de hovedsageligt tysktalende grænseområder i Bøhmen, Mähren og Mährisk Schlesien. Tjekkiske tropper besatte området i slutningen af november 1918 og forhindrede etableringen af den ny provins Deutschböhmen og Sudetenland (Nordbömen & Mæhrisch Schlesien). I november gik regionalregeringen i eksil i Tyskland.
I et interview den 10. januar 1919 i det førende franske dagblad Le Matin erklærede præsident og grundlægger af Tjekkoslovakiet Tomas Masaryk: "Vores historiske grænser stemmer godt overens med de etnografiske. Kun i de nordlige og vestlige randområder i den bøhmiske firkant er der på grund af en stærk tysk indvandring i løbet af det sidste århundrede et tysk flertal. For disse fremmede vil det dog være muligt at opnå en vis modus vivendi, og hvis de viser sig som loyale borgere, er det endda muligt, at vores parlament (…) i et vist omfang vil tildele dem autonomi. I øvrigt er jeg også fuldt ud overbevist om, at der vil foregå en rask afgermanisering i disse områder."
Den 4. marts 1919 var der efter valget i Østrig demonstrationer i de tysktalende områder for selvbestemmelsesret og tilhørsforhold til Østrig. 54 tyskere og to tjekker blev dræbt af hæren.
19. september 1919 blev tjekkoslovakisk suverænitet bekræftet gennem Saint-Germain-traktaten. Sejrsmagterne bestemte, at de historiske böhmiske kronlande ikke skulle deles. Bjergene i den "bøhmiske firkant" dannede en militært nyttig forhindring mod angreb fra Tyskland eller Østrig. I modsætning til den amerikanske præsident Woodrow Wilsons 14-punkter blev der ikke stillet nogen folkeafstemning om det nationale tilhørsforhold i udsigt, som der blev i Oberschlesien).

## Fra 1919 til München-aftalen
I Tjekkoslovakiet grupperede samtlige etniciteter sig i egne politiske partier, havde egne repræsentanter i parlamentet og havde egne skolesystemer. Deres delegerede i parlamentet talte deres modersmål. Sudetertyskerne udgjorde den næststørste befolkningsgruppe i den første tjekkoslovakiske republik. De var færre end tjekkerne, men flere end slovakkerne.
Det tyske mindretal fik som det ungarske, polske og ruthenske mindretalsrettigheder uden autonomi.
Med tiden lagde spændingerne sig, og ved to valg i 1920'erne stemte nogle tyskere på partier, der gik ind for en øget integration i Tjekkoslovakiet. Men flertallet af de tysksindede hældede mest mod en løsrivelse fra Tjekkoslovakiet. Denne holdning dominerede også i de fleste byråd (eks. mindetavlen for Egerkilden).
Den 1. oktober 1933 dannede Konrad Henlein partiet Sudetendeutsche Partei (SdP). Til at begynde med var partiets mål større autonomi for Sudeterlandet og understøttet af en tilknytningspagt til Tjekkoslovakiet. Men efter personlige aftaler med Adolf Hitler orienterede partiet sig i nationalsocialistisk retning. Ukendt for offentligheden erklærede Hitler over for sine øverstbefalende i hæren i 1937, at det østrigske ”Anschluss” og nedkæmpelsen af Tjekkoslovakiet var det næste skridt på vejen i fuldførelsen af det tyske ”Lebensraum” i øst. I 1938 bekræftede Hitler sin plan over for hæren. ”At Tjekkoslovakiet i en overskuelig fremtid skal nedkæmpes gennem en militæraktion”. På denne måde var SdP Hitlers føjelige partner i løsningen af det tyske områdespørgsmål. Henlein fik til opgave at sørge for, at den tjekkoslovakiske regering kom i konflikt med sudetertyskerne, så krisen mellem tjekkere og tyskere kunne forværres.
Under et bestandigt stærkere tryk bekendtgjorde Tjekkoslovakiet i maj 1938, at et snarligt tysk angreb var under opsejling med henvisning til en stærk tysk mobilisering. Tjekkoslovakiets alliancepartnere Frankrig og England var i tidsnød og erklærede at ville hjælpe. Tyskland gjorde derimod alt for at optrappe krisen og satte hæren i fuldt beredskab. Ved Benito Mussolinis mellemkomst lykkedes det nok engang England at forhindre den af Hitler ønskede konfrontation.
Ved München-aftalen (på tjekkisk München-diktatet eller München-forræderiet) den 29. september 1938, så den tyske befolkning i Sudeterlandene, at den med 20 års forsinkelse som følge af den uretfærdige og selvbestemmelsesfornægtende Saint-Germain-traktat havde fået sin plads i det opløste østrigske kejserrige. En selvbestemmelse, der ville have ført til, at Sudeterlandet nu var en del af Tyskland. Indlemmelsen i det Tyske Rige af de overvejende tyske randområder og oprettelsen af Rigsdistriktet Sudeterlandet (Reichsgau Sudetenland) blev modtaget med stor glæde af et flertal af befolkningen i Sudeterlandet. Det er på denne baggrund heftigt diskuteret af politikere og historikere, om ikke i det mindste en del af sudetertyskerne kan tillægges en moralsk medskyld i de forbrydelser, som nazisterne udøvede i landet under 2. Verdenskrig. I 2002 skabte den tjekkiske premierminister Milos Zeman skandale, da han talte om, at sudetertyskerne havde udøvet femtekolonnevirksomhed for Det Tredje Rige.
Få måneder efter München-aftalen udviklede Edvard Benes de første ideer til at genvinde de tabte områder. Han var som tjekkoslovakisk præsident flygtet til London og dannede en eksilregering der. Hans ideer sigtede mod total udvisning af alle tyskere.

## Besættelse af ”Rest-Tjekkiet” og 2. verdenskrig
München-aftalen blev begyndelsen på enden for den tjekkoslovakiske republik. Den 9. marts 1939 besatte tjekkiske tropper Slovakiet, der efter Münchenaftalen havde opnået autonomi inden for Tjekkoslovakiet. På den baggrund pressede Hitler den slovakiske premierministerJozef Tiso, som tjekkerne havde afsat, til en erklæring om et selvstændigt Slovakiet (14. marts 1939). Det stillede sig under beskyttelse af den tyske hær. Med den tyske hærs indmarch i Prag 15. marts 1939 var den politiske omdannelse fuldbyrdet.
Grænsen mellem protektoratet med 96% etniske tjekkere og Sudeterlandet måtte kun krydses med statslig tilladelse. Toldgrænsen til protektoratet blev ophævet 18. september 1940.
Umiddelbart efter udbruddet af anden verdenskrig dannede Edvard Beneš en tjekkoslovakisk nationalkomite, der blev anerkendt af det franske og det britiske parlament. Efter den tyske sejr over Frankrig i 1940 anerkendte briterne i juni 1940 den tjekkiske eksilregering med Edvard Beneš som præsident. Beneš forstærkede nu markant sine bestræbelser på en gendannelse af Tjekkoslovakiet med Sudeterlandene og en udvisning af den tyske, polske, ungarske og ruthenske befolkning.
I 1943 opnåede han de vestallieredes principielle samtykke til Beneš-dekreterne med fordrivelse og annullering af mindretallenes rettigheder og godkendelse.

## Efterkrigstid
Efter afslutningen på 2. verdenskrig blev London-tjekkernes planer omsat i handling. Benes forkyndte sit dekret, der betød ekspropriation og annullering af rettigheder for samtlige sudetertyskere og ungarere. (Ungarerne fik deres rettigheder tilbage i 1948). Tyskere, der ikke kunne overbevise om deres antifascistiske sindelag, blev mærket med et ”N” og blev fordrevet. De blev sat til at arbejde i kzlignende lejre, kulminer, på bondegårde eller blev tvangsudvist, hvad langt de fleste foretrak. For ungarernes vedkommende blev en stor del udvekslet med slovakker i Ungarn.
I alt blev tre millioner af 3,2 millioner sudetertyskere fordrevet. Ved hævntogter omkom antagelig 30.000. Ifølge forskellige befolkningsopgørelser faldt antallet af sudetertyskere fra maj 1945 til 1950 med 200.000.
Til de rømmede områder ankom tjekker, der var fordrevet af tyskerne, andre tjekker og et stort antal slovakker og de romaer, der havde overlevet tilintetgørelseslejrene. Den tjekkoslovakiske regering lovede de fleste gratis lejligheder, som tyskere eller ungarere havde forladt. Enkelte tog huse i besiddelse med magt, inden de var forladt af beboerne. Derudover blev der deporteret godt 44.000 ungarere til tvangsarbejde i Sudeterlandet. Efter et par år blev det tilladt ungarerne at bosætte sig i det sydlige Slovakiet, hvad godt 24.000 benyttede sig af.
Overtagelsen af de tomme lejligheder var ”en udligning af den uret, nationalsocialisterne forøvede mod os”: Overtagelsen var årsag til spændinger mellem den tjekkiske og de tyske, østrigske og ungarske regeringer. At mindske disse spændinger er et af de vigtigste mål for den tysk-tjekkiske erklæring fra januar 1997.
Siden 1950 mødes mange sudetertyske årligt på den sudetertyske dag. Mens det tidligere var revisionisme og forurettelse, der var det bærende, er det i dag snarere den mellemfolkelige, europæiske tanke, der spiller den største rolle.
Ved Pragtraktaten af den 11. december 1973 afstod Vesttyskland alle fremtidige tyske krav på de sudertyske områder. Den gjorde dermed Münchentraktaten fra 1938 ugyldig, uden dog at tage stilling til spørgsmålet om statsborgerskab.

## Sprog
Den sudetertyske dialekt kan inddeles i fem underafsnit.
- Mittelbairisch tales i Sydmæhren, i nedre og midter Bøhmerwald, Schønhengst, i enklaverne Budweis, Brünn, Wischau og Ölmütz.
- Nordbairisch eller Oberpfälzisch tales i Vestbøhmen og enklaven Iglau.
- Ostfränkisch den mindste af dialekterne, der tales fra det nordvestlige Bøhmen til området omkring Bamberg. Det er også udbredt i området omkring Schönhengst og i det centrale Nordmæhren.
- Schlesisch tales i Østbøhmen og Nordmæhren.
- Obersächsisch tales i Nordbøhmen og i en blanding med nordbairisch i enklaven Iglau.

De sudetertyske dialekter er beskrevet i den sudetertyske ordbog. Det sproglige landskab er udforsket og beskrevet i atlasset over de historiske tyske dialekter i Tjekkiet.

## Betydningsfulde byer
- Asch (Aš).
- Aussig (Usti nad Labem).
- Bischofteinitz (Horsovsky Tyn).
- Brünnlitz, Brněnec er en by med 1.400 indbyggere.
- Brüx (Most) – havde fra cirka 1930 et lille tjekkisk flertal. Byen opstod i forbindelse med bjergværksfolks tilvandring omkring 1860.
- Eger (Cheb).
- Falkenau (Sokolov).
- Franzensbad (Františkovy Lázně).
- Freudenthal (Bruntál).
- Gablonz (Jablonec nad Nisou).
- Graslitz (Kraslice).
- Grulich (Králíky).
- Iglau (Jihlava) – med tjekkisk mindretal. Blev ikke annekteret i Tyskland i 193, og udgør en sproglig enklave i det tjekkiske hovedland.
- Jägerndorf (Krnov).
- (Sankt) Joachimsthal (Jáchymov).
- Karlsbad (Karlovy Vary).
- Klattau (Klatovy).
- Komotau (Chomutov) – med tjekkisk mindretal siden slutningen af 1800-tallet.
- Leitmeritz (Litoměřice)
- Lundenburg (Břeclav) – blev en del af Tyskland trods et knapt tjekkisk flertal fra omkring 1915 og et stort tjekkisk flertal i 1919
- Mährisch-Schönberg (Šumperk).
- Marienbad (Mariánské Lázně).
- Markt Eisenstein (Železná Ruda).
- Mies (Stříbro).
- Nesselsdorf (Kopřivnice).